# 루돌프 보머
루돌프 "루디" 보머(독일어: Rudolf "Rudi" Bommer, 1957년 8월 19일, 바이에른 주 아샤펜부르크 ~)는 독일의 전 축구 선수로, 현역 시절 미드필더로 활약했으며, 이후 감독으로 활동했다.

## 선수 경력
아샤펜부르크 출신인 보머는 1976년부터 1996년까지 포르투나 뒤셀도르프, 바이어 위어딩겐, 그리고 아인트라흐트 프랑크푸르트 소속으로 분데스리가 경기에 출전했다. 보머는 이 기간 동안 독일 1부 리그에서 54골을 기록했다.
그는 프랑스에서 열린 유로 1984에서 서독을 대표로 참가하기도 했다.

## 감독 경력
1994년 7월부터 1995년 8월까지 아인트라흐트 프랑크푸르트 2군을 지휘하며 지도자의 길에 들었다. 이후, 1997년 7월부터 1998년 4월까지 만하임을 지도하였다. 보머는 이후 빅토리아 아샤펜부르크로 둥지를 옮겨 1998년 7월부터 2000년 6월까지 지휘봉을 잡았다. 보머는 2000년 10월에 바커 부르크하우젠의 감독이 되어 취임 첫 경기에서 전 소속 구단인 만하임을 4-3으로 이겼다. 보머는 4년 후인 2004년 7월에 1860 뮌헨의 감독이 되었다. 그러나, 그의 임기는 2004년 12월에 15번의 경기를 치르며 5승을 거두는 데 그쳐 끝났다. 보머의 다음 보직은 자르브뤼켄 감독이었다. 그는 2005년 8월부터 2006년 5월까지 이 보직을 맡았다. 보머는 2006년 7월부터 2008년 11월까지 뒤스부르크를 지휘하며 28승 21무 31패를 기록했다. 보머는 2011년 7월에 바커 부르크하우젠으로 복귀해 2011년 12월까지 지휘했다. 그는 그 다음 달에 에네르기 콧부스 감독이 되어 2013년 11월까지 지도했다.
2015년 10월, 그는 레기오날리가 바이에른의 빅토리아 아샤펜부르크 감독으로 해임된 슬로보단 콤레노비치 감독을 대신하게 되었다.

## 감독 통계
2015년 10월 21일 기준
| 구단                  | 취임             | 해임             | 기록 | 기록 | 기록 | 기록 | 기록  | 기록   |
| 구단                  | 취임             | 해임             | 전   | 승   | 무   | 패   | 율 %  | 주     |
| --------------------- | ---------------- | ---------------- | ---- | ---- | ---- | ---- | ----- | ------ |
| 만하임                | 1997년 7월 1일   | 1998년 4월 30일  | 30   | 7    | 11   | 12   | 23.33 |        |
| 빅토리아 아샤펜부르크 | 1998년 7월       | 2000년 6월       | 62   | 26   | 21   | 15   | 41.94 |        |
| 바커 부르크하우젠     | 2000년 10월 26일 | 2004년 6월 30일  | 68   | 22   | 23   | 23   | 32.35 | —      |
| 1860 뮌헨             | 2004년 7월 1일   | 2004년 12월 4일  | 17   | 6    | 6    | 5    | 35.29 | [ 8 ]  |
| 자르브뤼켄            | 2005년 8월 31일  | 2006년 5월 3일   | 30   | 10   | 5    | 15   | 33.33 | [ 9 ]  |
| 뒤스부르크            | 2006년 7월 1일   | 2008년 11월 9일  | 87   | 32   | 22   | 33   | 36.78 | [ 10 ] |
| 바커 부르크하우젠     | 2011년 7월 1일   | 2011년 12월 31일 | 21   | 6    | 11   | 4    | 28.57 | —      |
| 에네르기 콧부스       | 2012년 1월 1일   | 2013년 11월 5일  | 65   | 18   | 22   | 25   | 27.69 | [ 11 ] |
| 빅토리아 아샤펜부르크 | 2015년 10월 19일 |                  | 0    | 0    | 0    | 0    | —     |        |
| 합계                  | 합계             | 합계             | 380  | 127  | 121  | 132  | 33.42 | —      |